# NGC 4981
NGC 4981 (również PGC 45574) – galaktyka spiralna z poprzeczką (SBbc), znajdująca się w gwiazdozbiorze Panny w odległości około 73 milionów lat świetlnych. Odkrył ją William Herschel 17 kwietnia 1784 roku.
W galaktyce tej zaobserwowano supernowe SN 1968I i SN 2007C.